# Суперкубок Гібралтару з футболу 2015
Суперкубок Гібралтару з футболу 2015 — 15-й розіграш турніру. Матч відбувся 19 вересня 2015 року між чемпіоном та володарем кубка Гібралтару клубом Лінкольн Ред Імпс та віце-чемпіоном Гібралтару клубом Юероп.
| Володар Суперкубка Гібралтару 2015 |
| ---------------------------------- |
|                                    |
| Лінкольн Ред Імпс Десятий титул    |

## Матч

### Деталі
| 19 вересня 2015 |

| Лінкольн Ред Імпс                   | 3:2 дч   | Юероп                     |
| ----------------------------------- | -------- | ------------------------- |
| Д.Чиполіна 30' Л.Каск'яро 51', 110' | Протокол | Хоселіньйо 49' Ролдан 85' |

| Вікторія, Гібралтар |